# Nederlandse Kerk in Londen
De Nederlandse Kerk in Londen (Engels: Dutch Church) is het kerkgebouw van de oudste Nederlandstalige protestantse gemeente ter wereld. De kerk is gelegen aan de Broad Street in het historische hart van de Londen. De kerk staat op de vroegere plaats van een Augustijns klooster (Augustinian friary) uit de 13e eeuw, die in het Engels wordt aangeduid met de samentrekking Austin Friars.
Het kerkgebouw werd bij een Duitse luchtaanval in de Tweede Wereldoorlog verwoest, maar in de jaren 1950-1954 in gewijzigde vorm herbouwd. Tegenwoordig manifesteert de kerk zich niet alleen als plaats van samenkomst voor de eredienst, maar ook als een culturele ontmoetingsplaats voor de Nederlandse gemeenschap in Londen.

## Geschiedenis

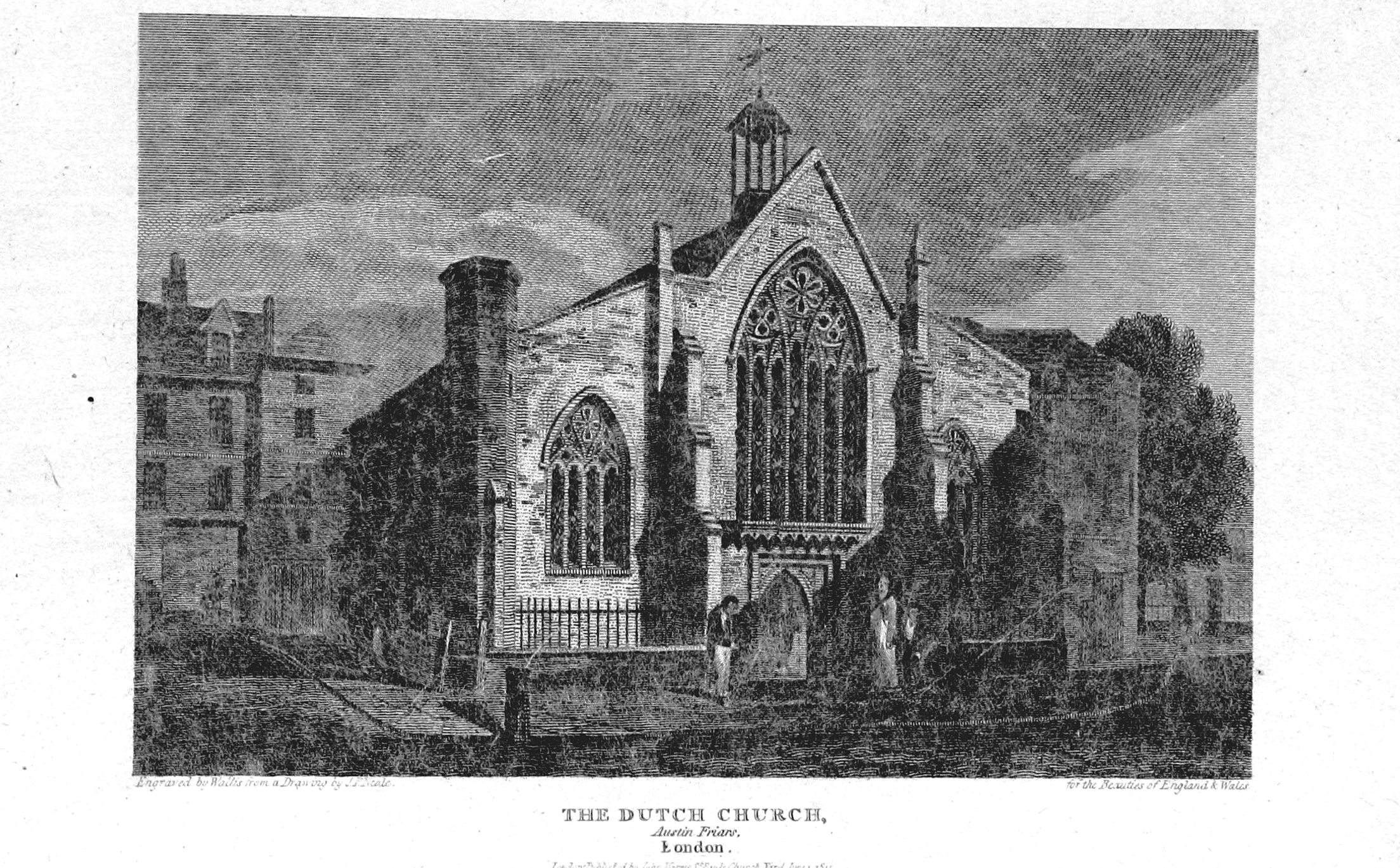
De kerk in 1820

Op de plaats van de huidige kerk woonde ooit een kloostergemeenschap van de Augustijnen. Deze priorij betrof een stichting uit 1253. Na zijn breuk met Rome liet Hendrik VIII beslag leggen op de katholieke goederen en in het kader hiervan werd ook de priorij in 1538 opgeheven. Na vergeefse pogingen van de stad om de kerk van de kroon over te nemen, werd het kerkschip in 1550 aan "Duitsers en andere vreemdelingen" overgedragen voor het beoefenen van de eredienst volgens eigen rite. De rest van het gebouw werd gebruikt voor opslag. Het koor, de dwarsschepen en de toren werden in 1600 gesloopt.
Het was een koninklijk handvest van koning Edward VI, die aan de voornamelijk Nederlands- en Franstalige vreemdelingen toestemming gaf om hier een eigen kerkgemeenschap te vestigen. Deze gemeenschap vormde de eerste van de kroon onafhankelijke kerkgemeenschap in Engeland. De in Polen geboren hervormer Johannes a Lasco (Jan Łaski) was hier de superintendent en er waren aanvankelijk vier predikanten werkzaam: twee Nederlandstalige en twee Franstalige. Vanaf de jaren 1580 verhuisden de Franstalige protestanten naar de Sint-Antoniuskapel in de Threadneedle Street.
In 1570 vormden migranten uit de Lage Landen met circa 5.000 zielen de grootste groep vreemdelingen in de stad, die toen ongeveer 100.000 inwoners telde. De helft hiervan waren Nederlanders die naar Londen kwamen om aan de religieuze vervolging van keizer Karel V te ontsnappen. De andere helft waren ambachtslieden die uit economische motieven naar Londen kwamen. Onder hen bevond zich bijvoorbeeld Martin Droeshout, die vooral beroemd werd vanwege zijn in 1623 geschilderde portret van William Shakespeare. Niet iedereen was gelukkig met deze gang van zaken. In 1593 werd een moordzuchtige bedreiging door een anonieme dichter op de kerkpoort gespijkerd.
De succesvolle verovering van Engeland door Willem III van Oranje bracht een tweede golf van Nederlandstalige migranten naar Londen. Deze groep bestond uit bankiers, handelaren, architecten, kunstenaars, hovelingen en edelen.

## 20e eeuw

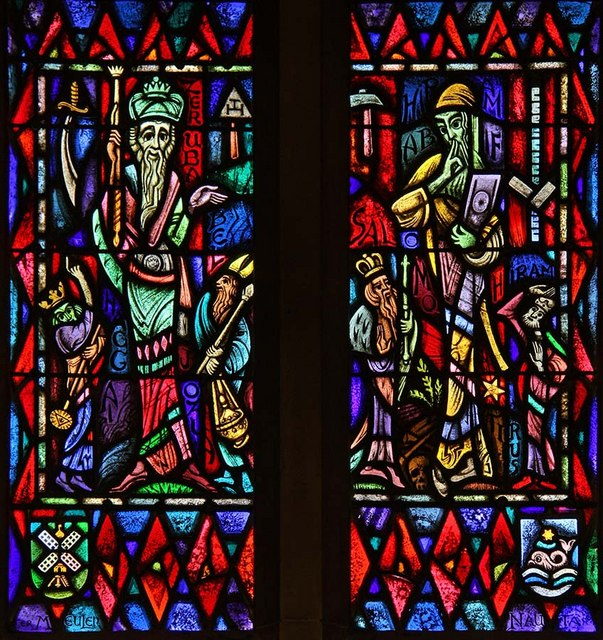
Gebrandschilderd raam van Max Nauta

Tot de verwoesting van de kerk woonde koningin Wilhelmina na haar vlucht uit Nederland de kerkdiensten net als veel andere Nederlandse vluchtelingen regelmatig bij. Wilhelmina kreeg bij haar aankomst in Londen een psalmboekje, dat ze na de oorlog voorzien van een dankwoord aan de kerk teruggaf.
In de nacht van 15 op 16 oktober 1940 ging de middeleeuwse kerk door Duitse bombardementen op de stad geheel verloren. Een zeldzame boekencollectie, waaronder Nederlandstalige bijbels, atlassen en encyclopedieën, werd zekerheidshalve één dag voor het noodlottige bombardement buiten de stad opgeslagen. De boekencollectie bevindt zich tegenwoordig in de bibliotheek van de kerk. Hieronder bevinden zich een meertalige Bijbel uit 1569-1571 van drukkerij Plantijn uit Antwerpen en een atlas met alle steden van de Lage Landen van cartograaf Willem Blaeu uit 1649. De manuscriptencollectie en het originele handvest, waarin koning Edward VI de vreemdelingen toestemming geeft een eigen kerk te stichten, bevinden zich in de London Metropolitan Archives.
De destijds tienjarige prinses Irene legde op 23 juli 1950 de eerste steen voor de herbouw van de kerk. Het gebouw is een ontwerp van Arthur Bailey en werd voltooid in 1954. In dat jaar werd een aantal ramen geplaatst die werden ontworpen door Max Nauta en uitgevoerd in het atelier Liefkes. Op een ervan is prinses Irene met een troffel in haar hand te zien. Het orgel is gemaakt door orgelbouwer W. van Leeuwen en in 1995 gerestaureerd door Flentrop Orgelbouw. Het heeft 25 registers, verdeeld over twee manualen en een vrij pedaal.

## 21e eeuw
In het jaar 2000 vierde de kerk het 450-jarig jubileum. Ook nu vinden er wekelijks Nederlandstalige kerkdiensten plaats. Tevens biedt de kerk onderdak aan Nederlandse liefdadigheidsinstellingen, zoals het Koning Willem Fonds. Prinses Beatrix was op 24 april 2015 eregast in de Nederlandse Kerk ter gelegenheid van de viering van het 150-jarig jubileum van het Koning Willem Fonds. Tegelijkertijd werd er bij de kerk een Nederlands Centrum geopend.
In april 2014 maakte remonstrantse dominee Joost Röselaers bekend dat de Nederlandse Kerk ook homohuwelijken inzegent. Röselaers is sinds 2013 predikant in Londen.

## Afbeeldingen

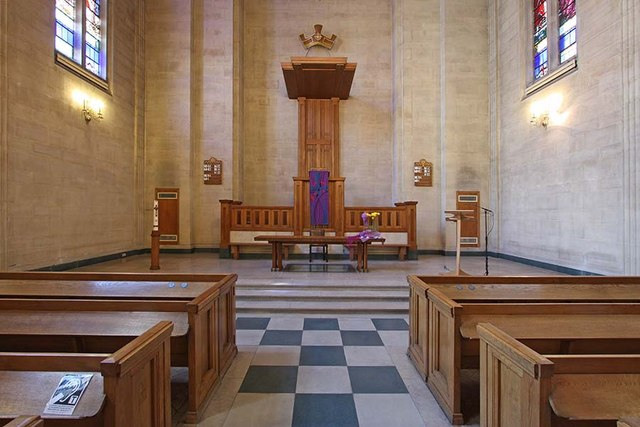
Preekstoel met avondmaalstafel
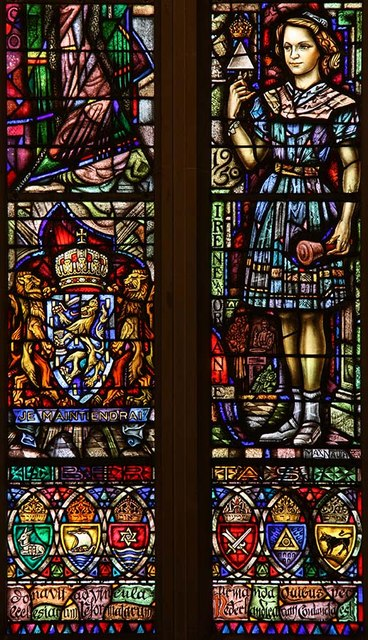
Westelijk raam met prinses Irene
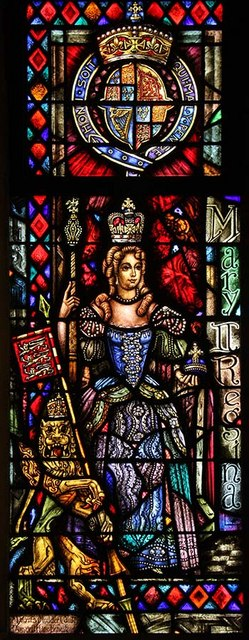
Gebrandschilderd raam van Maria II van Engeland
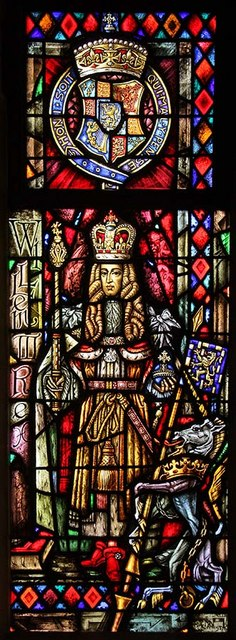
Gebrandschilderd raam van Willem III van Oranje
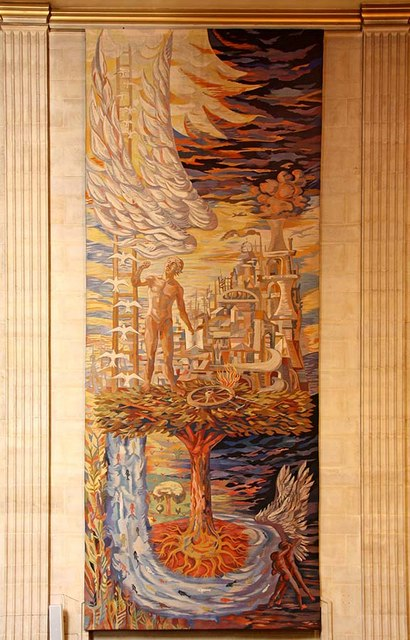
Tapijtwerk